# Кузубатиця
Кузуба́тиця — село в Україні, у Львівському районі Львівської області. Населення становить 69 осіб. Орган місцевого самоврядування - Перемишлянська міська рада.